# Yuan Tseh Lee
Pour les articles homonymes, voir Lee.
Yuan Tseh Lee (né le 19 novembre 1936 à Hsinchu, Taïwan) est un chimiste taïwanais. Il obtint le prix Nobel de chimie de 1986 conjointement avec Dudley Robert Herschbach et John Charles Polanyi pour « leurs contributions à la dynamique des processus chimiques élémentaires ».
Les travaux de Lee en chimie physique sont basés sur l'utilisation de techniques avancées en cinétique chimique et l'étude du comportement des réactions chimiques de grandes molécules en utilisant de faisceaux moléculaires croisés.

## Biographie
Yuan Tseh Lee est né à Hsinchu au nord de Taïwan. Il effectua les débuts de sa scolarité dans sa ville de naissance puis il étudia à l'université nationale de Taïwan où il obtint un bachelor of science en 1959. Il obtint ensuite un master à l'université nationale de Tsing Hua (en) en 1961, puis un doctorat à l'université de Californie à Berkeley en 1965.

En 1974, il retourna à Bekerley en tant que professeur de chimie. La même année, il fut le principal investigateur du laboratoire national Lawrence-Berkeley et il obtint la nationalité américaine.
Il est aussi président du Conseil international pour la science (ICSU) (depuis le 30 septembre 2011, et jusqu'en 2014).

### Rôle politique
Yuan Lee joua un rôle important lors de l’élection présidentielle taïwanaise en 2000. Lors de la dernière semaine des élections, il annonça son soutien à la candidature de Chen Shui-bian qui remporta par la suite une victoire sur son adversaire James Soog. Chen Shui-bian proposa à Lee de devenir Premier ministre, mais celui-ci déclina l'offre après quelques jours de réflexion. Du 15 janvier 1994 au 19 octobre 2006, il fut président de l'Académie taïwanaise des sciences. Pour exercer cette fonction, il dut renoncer à sa citoyenneté américaine. Durant son mandat, il travailla à la création de nouveaux instituts de recherche et à promouvoir la recherche scientifique de haut niveau à Taïwan.
À la demande du président Chen, il fut le représentant de Taïwan au sommet de la Coopération économique pour l'Asie-Pacifique en 2002 à Mexico. Il représenta à nouveau le président pour les sommets de l'APEC en 2003 et 2004, respectivement en Thaïlande et au Chili.

## Travaux scientifiques
En 1967, il commença à travailler avec Dudley Robert Herschbach à l'université Harvard sur les réactions entre les atomes d'hydrogène et les molécules alcalines diatomiques, ainsi que sur la construction d'un appareil à faisceau moléculaire croisé.
Les recherches de Lee se focalisèrent sur la possibilité de contrôler les énergies des réactifs, et de comprendre la dépendance de la réactivité chimique par rapport aux orientations moléculaires. Parmi ses autres thèmes de recherche, on peut citer des études sur la nature des réactions intermédiaires et la dynamique des dégradations radioactives. Pour ses recherches il utilisa une technique de laboratoire totalement inédite pour l'époque, appelée « crossed molecular beams technique » (technique de faisceaux moléculaires croisés) dans laquelle l'obtention des informations se fait par les mesures des distributions angulaires et de vitesse. Cette technique lui a permis de comprendre les dynamiques des réactions chimiques élémentaires.

## Distinctions et récompenses
- 1975 : membre de l'Académie américaine des arts et des sciences
- 1976 : membre de la Société américaine de physique
- 1979 : membre de l'Académie nationale des sciences des États-Unis

- Membre de l'International Academy of Science
- 1980 : membre de l'Academia sinica
- 1981 : E. O. Lawrence Award
- 1983 : Fairchild Distinguished Scholar
- 1983 : Harrison Howe Award
- 1986 : Peter Debye Award
- 1986 : National Medal of Science
- 1986 : prix Nobel de chimie
- 1992 : Faraday Lectureship

- Membre de l'Académie pontificale des sciences
- 2001 : Grand prix scientifique franco-taïwanais
- 2004 : docteur honoris causa de l'université Waseda[3]